# Domenico Fisichella
Domenico Fisichella (ur. 15 września 1935 w Mesynie) – włoski polityk i politolog, profesor akademicki, senator czterech kadencji, minister kultury.

## Życiorys
Z wykształcenia politolog. Zajął się działalnością naukową, został profesorem teorii państwa i nauk politycznych na Uniwersytecie we Florencji i na Uniwersytecie Rzymskim – La Sapienza.
Wstąpił w latach 90. do Sojuszu Narodowego. Z jego ramienia w 1994 uzyskał mandat senatora. We włoskim Senacie zasiadał nieprzerwanie do 2008 w ramach XII, XIII, XIV i XV kadencji. Od maja 1994 do stycznia 1995 sprawował urząd ministra kultury w rządzie Silvia Berlusconiego. W latach 1996–2006 był wiceprzewodniczącym Senatu dwóch kadencji.
W 2005 opuścił Sojusz Narodowy, przeszedł następnie do partii Margherita. Po powołaniu na bazie Drzewa Oliwnego jednolitej Partii Demokratycznej wystąpił z frakcji senackiej. W 2009 zaangażował się w działalność Unii Centrum.